# JBS
JBS S.A. – brazylijskie przedsiębiorstwo z siedzibą w São Paulo zajmujące się produkcją i przetwarzaniem mięsa, założone w 1953 roku. Firma jest największym producentem drobiu na świecie, a także największym światowym przedsiębiorstwem pod względem przetwarzania i eksportu wołowiny oraz jagnięciny, największym na świecie przedsiębiorstwem pod względem przetwarzania skór oraz trzecim co do wielkości producentem wieprzowiny w Stanach Zjednoczonych. W 2013 roku JBS S.A. zajęło 275. pozycję w rankingu Fortune 500.
Poza produkcją i przetwarzaniem mięsa oraz skór, JBS S.A. zaangażowana jest również w produkcję paliw biodiesel, kolagenu, artykułów higienicznych i środków czystości. JBS Biodiesel jest największym światowym producentem biodiesela na bazie tłuszczu wołowego. Skóry produkowane przez firmę sprzedawane są do sektorów motoryzacyjnych, meblarskich oraz odzieżowych.
W 2007 roku JBS S.A. weszła na brazylijską giełdę BM&F Bovespa.

## Organizacja
- JBS Mercosul – oddział odpowiedzialny za przetwarzanie mięsa wołowego i skór, operujący na terenie Argentyny, Brazylii, Paragwaju oraz Urugwaju, gdzie razem znajduje się 55 zakładów przetwórczych bydła o dziennej mocy przerobowej 55 tys. sztuk bydła oraz 30 zakładów przetwórczych skór o dziennej mocy przerobowej 90 tys. sztuk skór. Oddział ten odpowiedzialny jest także za produkcję biopaliw, puszek oraz artykułów higienicznych i środków czystości[6].
- JBS Foods – brazylijski oddział odpowiedzialny za przetwarzanie mięsa drobiowego i wieprzowego, w którego skład wchodzi 29 zakładów przetwórczych drobiu o dziennej mocy przerobowej 5,2 mln sztuk drobiu, 8 zakładów przetwórczych wieprzowiny o dziennej mocy przerobowej 21,2 tys. sztuk tuczników oraz 23 zakłady przetwarzania żywności o dziennej mocy wytwórczej 86 tys. ton żywności[8].
- JBS USA Beef – oddział odpowiedzialny w głównej mierze za przetwarzanie mięsa wołowego, obecny w Kanadzie (1 zakład), Stanach Zjednoczonych i Australii (po 9 zakładów)[9].
- JBS USA Pork – oddział odpowiedzialny za przetwarzanie mięsa wieprzowego (3 zakłady o dziennej mocy przerobowej 51 tys. tuczników) i jagnięcego (1 zakład o dziennej mocy przerobowej 3 tys. jagniąt), operujący na terenie Stanów Zjednoczonych[10].
- JBS USA Poultry – oddział odpowiedzialny za przetwarzanie mięsa drobiowego, w skład którego wchodzą 24 zakłady przetwarzania drobiu w Stanach Zjednoczonych, 3 zakłady w Meksyku i 1 zakład w Portoryko, o łącznej dziennej mocy przerobowej 7,5 mln sztuk drobiu. Do oddziału należy także 36 wylęgarni[11].
- JBS Europe – oddział odpowiedzialny za wytwarzanie gotowej żywności (10 zakładów) i przetwarzanie drobiu (4 zakłady). Zakłady zlokalizowane są w Wielkiej Brytanii, Francji, Holandii, Irlandii i we Włoszech. W sumie w europejskich zakładach firmy zatrudnionych jest ponad 12 tys. osób[12].